# Cerezo Osaka
Cerezo Osaka (jap. セレッソ大阪 Seresso Ōsaka) – japoński klub piłkarski, grający obecnie w J1 League, mający siedzibę w mieście Osace, leżącym na wyspie Honsiu.
Nazwa Cerezo wzięła się z hiszpańskiego słowa Cerezo, które oznacza kwiat wiśni i jednocześnie jest symbolem miasta Osaka.

## Historia
Klub został założony 30 listopada 1957. Pierwotnie nosił nazwę Yanmar Diesel i był zakładowym klubem koncernu Yanmar. Był jednym z założycieli nieistniejącej już ligi piłki nożnej, Japan Soccer League. W 1993 klub został przemianowany na Osaka Football Club Ltd., a następnie do nazwy dodano człon Cerezo. W 1994 Cerezo wygrało Japan Football League i dzięki temu awansowało do powstałej w 1993 J-League. W pierwszej lidze występowało do 2001 i wtedy też zajęło ostatnią pozycję, przez co zostało zdegradowane do drugiej ligi. W 2002 Cerezo było drugie w lidze i powróciło do Division 1. W 2006 znów miała miejsce degradacja klubu do drugiej ligi po tym, jak zajął on przedostatnie miejsce w pierwszej.
W 2009 zajął 2. miejsce w J2 League, przez długi okres pozostając na pierwszym miejscu, jednak ostatecznie przegrali mecz z Vegaltą Sendai, która dzięki temu wygrała ligę. Ostatnim zespołem, który awansował do ekstraklasy, był Shonan Bellmare.
W 2010 roku od razu zajął 3. miejsce za swoim lokalnym rywalem Gamba Osaka i kluby z Osaki zagrają w kwalifikacjach do Ligi Mistrzów AFC. Mistrzem została Nagoya Grampus detronizując po 3 latach Kashimę Antlers.

## Sukcesy

### Yanmar
Japan Soccer League
- Zwycięzca (4): 1971, 1974, 1975, 1980

JSL Cup
- Zwycięzca (3): 1973, 1983, 1984

Puchar Cesarza
- Zwycięzca (3): 1968, 1970, 1974

### Cerezo Osaka
Japan Football League
- Zwycięzca (1): 1994

Puchar Ligi Japońskiej
- Zwycięzca (1): 2017

Puchar Cesarza
- Zwycięzca (1): 2017
- Zdobywca drugiego miejsca (3): 1994, 2001, 2003

Superpuchar Japonii
- Zwycięzca (1): 2018

Copa Suruga Bank
- Zdobywca drugiego miejsca (1): 2018

## Piłkarze

### Obecny skład
Stan na 23 grudnia 2019
| Nr | Poz. | Piłkarz                    |
| -- | ---- | -------------------------- |
| 1  | BR   | Kentaro Kakoi              |
| 2  | OB   | Riku Matsuda               |
| 3  | PO   | Yasuki Kimoto              |
| 4  | OB   | Kōta Fujimoto              |
| 5  | PO   | Naoyuki Fujita             |
| 6  | PO   | Leandro Desábato           |
| 7  | PO   | Kōta Mizunuma              |
| 8  | PO   | Yōichirō Kakitani          |
| 9  | NA   | Ken Tokura                 |
| 10 | PO   | Hiroshi Kiyotake (kapitan) |
| 11 | PO   | Souza                      |
| 13 | NA   | Toshiyuki Takagi           |
| 14 | OB   | Yūsuke Maruhashi           |
| 15 | OB   | Ayumu Seko                 |
| 16 | NA   | Eiichi Katayama            |
| 18 | NA   | Koji Suzuki                |
| 19 | NA   | Ryuji Sawakami             |

| Nr | Poz. | Piłkarz                                       |
| -- | ---- | --------------------------------------------- |
| 20 | NA   | Bruno Mendes (wyp. z Deportivo Maldonado)     |
| 21 | BR   | Kim Jin-hyeon                                 |
| 22 | OB   | Matej Jonjić                                  |
| 24 | NA   | Pierce Waring                                 |
| 25 | PO   | Hiroaki Okuno                                 |
| 27 | BR   | Kenta Tanno                                   |
| 28 | NA   | Motohiko Nakajima                             |
| 29 | OB   | Kakeru Funaki                                 |
| 30 | PO   | Musashi Oyama                                 |
| 32 | PO   | Atomu Tanaka                                  |
| 33 | NA   | Tawan Khotrsupho (wyp. z Bangkok Glass FC)    |
| 35 | PO   | Pongrawit Jantawong (wyp. z Bangkok Glass FC) |
| 36 | PO   | Toshiki Onozawa                               |
| 38 | PO   | Masataka Nishimoto                            |
| 39 | PO   | Mitsuru Maruoka                               |
| 40 | NA   | Mizuki Ando                                   |
| 45 | BR   | Shu Mogi                                      |

### Piłkarze na wypożyczeniu
Stan na 23 grudnia 2019
| Nr | Poz. | Piłkarz                                              |
| -- | ---- | ---------------------------------------------------- |
|    | PO   | Takaki Fukumitsu (wypożyczony do Mito HollyHock)     |
|    | PO   | Daichi Akiyama (wypożyczony do Montedio Yamagata)    |
|    | NA   | Towa Yamane (wypożyczony do Zweigen Kanazawa)        |
|    | BR   | Ahn Joon-soo (wypożyczony do Kagoshima United FC)    |
|    | BR   | Takumi Nagaishi (wypożyczony do Renofa Yamaguchi FC) |

| Nr | Poz. | Piłkarz                                              |
| -- | ---- | ---------------------------------------------------- |
|    | BR   | Honoya Shoji (wypożyczony do Oita Trinita)           |
|    | OB   | Reiya Morishita (wypożyczony do Tochigi SC)          |
|    | PO   | Hinata Kida (wypożyczony do Avispa Fukuoka)          |
|    | PO   | Taiga Maekawa (wypożyczony do Avispa Fukuoka)        |
|    | PO   | Hirofumi Yamauchi (wypożyczony do FC Machida Zelvia) |

## Reprezentanci kraju grający w klubie (od czasu utworzenia J-League)
- Nozomi Hiroyama
- Takumi Horiike
- Shinji Kagawa
- Akira Kaji
- Katsuo Kanda
- Toshinobu Katsuya
- Teruaki Kurobe
- Hiroaki Morishima
- Hiroshi Nanami
- Akinori Nishizawa
- Yoshito Ōkubo
- Hisato Satō
- Ken’ichi Uemura
- Takuya Yamada
- Hiroshige Yanagimoto
- Albin Pelak
- Ivan Radeljić
- Almir Turković
- Axel
- João Carlos
- Gilmar Rinaldi
- Sérgio Manoel
- Ha Seok-ju
- Hwang Sun-hong
- Kim Do-keun
- Ko Jeong-woon
- Noh Jung-yoon
- Yoon Jong-hwan
- Jorge Dely Valdés
- Radivoje Manić
- Diego Forlán